# Vindicator
Vindicator ist eine US-amerikanische Thrash-Metal-Band aus South Amherst, Ohio, die im Jahr 2005 gegründet wurde.

## Geschichte
Die Band wurde im Sommer 2005 von dem Sänger und Bassisten Marshall Law und den Brüdern Vic (E-Gitarre) und Jesse Stown (Schlagzeug) gegründet. In den Folgejahren veröffentlichten sie zwei Demos. Das Debütalbum There Will Be Blood wurde im Jahr 2008 selbstfinanziert veröffentlicht. Im nächsten Jahr folgten Auftritte zusammen mit Raven, Overkill, M.O.D., Hirax, Destruction, Exodus und Kreator. Gegen Ende des Jahres 2008 hatte die Band zudem erneut das Studio betreten, um Material für das Split-Album Outbreak Of Metal Vol. 1 aufzunehmen, das sie sich mit Metal Witch teilten. 
Nach einer Reihe von nationalen Auftritten spielte die Band 2009 einen Auftritt zusammen mit Fueled by Fire auf dem Thrasho De Mayo Festival in Los Angeles. Danach ging die Band auf die Nationwide Ruination Tour, die von Ohio nach Südkalifornien verlief. Anfang 2010 begab sich die Band erneut ins Studio, um das zweite Album The Antique Witcheries aufzunehmen. Es wurde im August desselben Jahres über Heavy Artillery Records veröffentlicht.

## Stil
Die Band spielt klassischen Thrash Metal, der sich an dem aus der San Francisco Bay Area orientiert. Auch sind Einflüsse der New Wave of British Heavy Metal zu hören.

## Diskografie
- Rehearsal Demo (Demo, 2005, Eigenveröffentlichung)
- South Amherst Thrash (Demo, 2006, Eigenveröffentlichung)
- South Amherst Thrash/Rehearsal Demo (Kompilation, 2006, Eigenveröffentlichung)
- There Will Be Blood (Album, 2008, Eigenveröffentlichung)
- The Dog Beneath the Skin (Single, 2009, Slaney Records)
- Outbreak of Metal Vol. I (Split-Album mit Metal Witch, 2009, Slaney Records)
- The Antique Witcheries (Album, 2010, Heavy Artillery Records)